# Arniocera amoena
Arniocera amoena är en fjärilsart som beskrevs av Jordan 1907. Arniocera amoena ingår i släktet Arniocera och familjen Thyrididae. Inga underarter finns listade i Catalogue of Life.